# Глеб Ольгович
Глеб О́льгович (ум. 1138) — князь курский.
Сын Олега Святославича, внук Святослава Ярославича. Его имя упоминается в русских летописях только дважды: в 1137 году с курянами и половцами он ходил на помощь брату своему, князю новгородскому Святославу Ольговичу (который попросил у него помощи) против Всеволода-Гавриила Мстиславича, князя псковского. 
Глеб Ольгович скончался в городе Курске, в 1138 году. От брака с неизвестной он имел двух сыновей, Изяслава и Ростислава.